# Antun Augustinčić
Antun Augustinčić (4 de mayo de 1900 - 10 de mayo de 1979) fue un escultor croata activo en Yugoslavia y en los Estados Unidos. Junto con Ivan Meštrović y Frano Kršinić está considerado uno de los tres escultores croatas más importantes del siglo XX. Entre sus esculturas más notables se encuentran el monumento a la Paz que se encuentra frente a la  Sede de la Organización de las Naciones Unidas en la ciudad de Nueva York y la estatua del Minero frente a la sede de la Organización Internacional del Trabajo en Ginebra.

## Primeros años
Augustinčić nació en la pequeña ciudad de Klanjec en la región histórica de Hrvatsko Zagorje en el norte de Croacia, que en ese momento era parte de Austria-Hungría. En 1918 se matriculó en el Colegio de Artes y Oficios de Zagreb, donde estudió escultura con los profesores Rudolf Valdec y Robert Frangeš. Después de que el colegio se convirtiera en la Real Academia de Artes y Oficios en 1922, estudió bajo la dirección de Ivan Meštrović hasta su graduación en 1924. Luego recibió una beca del gobierno francés y continuó sus estudios en la Escuela Nacional Superior de las Artes Decorativas y la École des Beaux-Arts de París bajo la dirección de Jean-Antoine Injalbert.
En 1925 y 1926 Augustinčić realizó sus primeras exposiciones en París, antes de regresar a Zagreb y exponer allí en 1926 y luego de nuevo en 1927 en Leópolis y Zagreb. En 1929 fue uno de los miembros fundadores del colectivo artístico Grupo de la Tierra (en croata: Grupa Zemlja), que reunió a destacados escultores, pintores y arquitectos de orientación izquierdista, como Drago Ibler, Krsto Hegedušić, Ivan Tabaković, Ivan Generalić, y muchos otros. Augustinčić participó en varias exposiciones organizadas por el grupo entre 1929 y 1933, fecha en que dejó el grupo, dos años antes de que fuera prohibido por las autoridades en 1935.

## Reconocimiento internacional
En 1930 Augustinčić creó su primera escultura ecuestre para el monumento de Niš, después de que su diseño ganara el concurso entre las 23 obras presentadas, con los prominentes escultores yugoslavos Risto Stijović y Sreten Stojanović en segundo y tercer lugar. A partir de entonces las estatuas ecuestres se convirtieron en uno de los sellos de identidad en su carrera, siendo ejemplos notables el monumento a Józef Piłsudski en Katowice, Polonia —encargado en el decenio de 1930 pero colocado en 1991—, y su obra más notable, el monumento a la Paz, erigido frente al edificio de las Naciones Unidas en Nueva York en 1954. A finales de la década de 1930 también creó un par de monumentos al rey Alejandro I de Yugoslavia en Sombor y Skopie —que más tarde fueron destruidos en la Segunda Guerra Mundial—, así como varias esculturas del político croata Stjepan Radić. Otras obras notables de este período incluyen varias lápidas de tumbas familiares en el cementerio de Mirogoj en Zagreb, entre ellas Sorrow (1930), Moisés (1932) e Ícaro (1935).
En 1940 se convirtió en miembro correspondiente de la Academia Croata de Ciencias y Artes (HAZU) y sus obras se presentaron en el documental de 1940 «Escultores croatas» (título alemán: Bilhauerkunst in Kroatien) filmado por Oktavijan Miletić. Durante la guerra Augustinčić permaneció activo y fue encargado de esculpir un busto del croata Poglavnik Ante Pavelić. En 1943, desertó al movimiento de los partisanos yugoslavos y ese mismo año hizo el busto de Josip Broz Tito en Jajce. En 1946 Augustinčić se convirtió en profesor de la Academia de Bellas Artes de Zagreb, y después de la guerra fue nombrado miembro de la Asamblea del Pueblo.
En 1949 fue nombrado miembro de pleno derecho de la Academia Yugoslava, y a partir de los años 50 empezó a hacer retratos, desnudos artísticos y esculturas figurativas. En los años posteriores a la guerra realizó varias esculturas notables, como los monumentos a Josip Broz Tito en el lugar de su nacimiento, en Kumrovec (1948), el político Moša Pijade (1953), el violinista Zlatko Baloković (1962), el escritor croata del siglo XVI Marin Držić (1963) y muchas otras. Su escultura más importante de este período es «El transporte de los heridos» (en croata: Nošenje ranjenika), que evolucionó a partir de un boceto realizado en 1944 y que utilizó como motivo recurrente en varios monumentos que creó en las tres décadas siguientes, uno de los cuales puede verse frente a la Facultad de Medicina de Zagreb.
Augustinčić, junto con el pintor serbio Đorđe Andrejević-Kun, también diseñó todas las órdenes y decoraciones yugoslavas, y también creó el Escudo de la República Federativa Socialista de Yugoslavia  (con Vanja Radauš).
En 1970 Augustinčić donó sus obras a su ciudad natal de Klanjec, donde en 1976 se abrió una galería que exhibía sus obras. Su última gran obra fue el monumento dedicado a la Revuelta Campesina de 1573 y a su líder Matija Gubec, que se erigió cerca del castillo Oršić en Gornja Stubica en 1973. El monumento está hecho de bronce y piedra y presenta un relieve que cubre 180 m².

## Galería

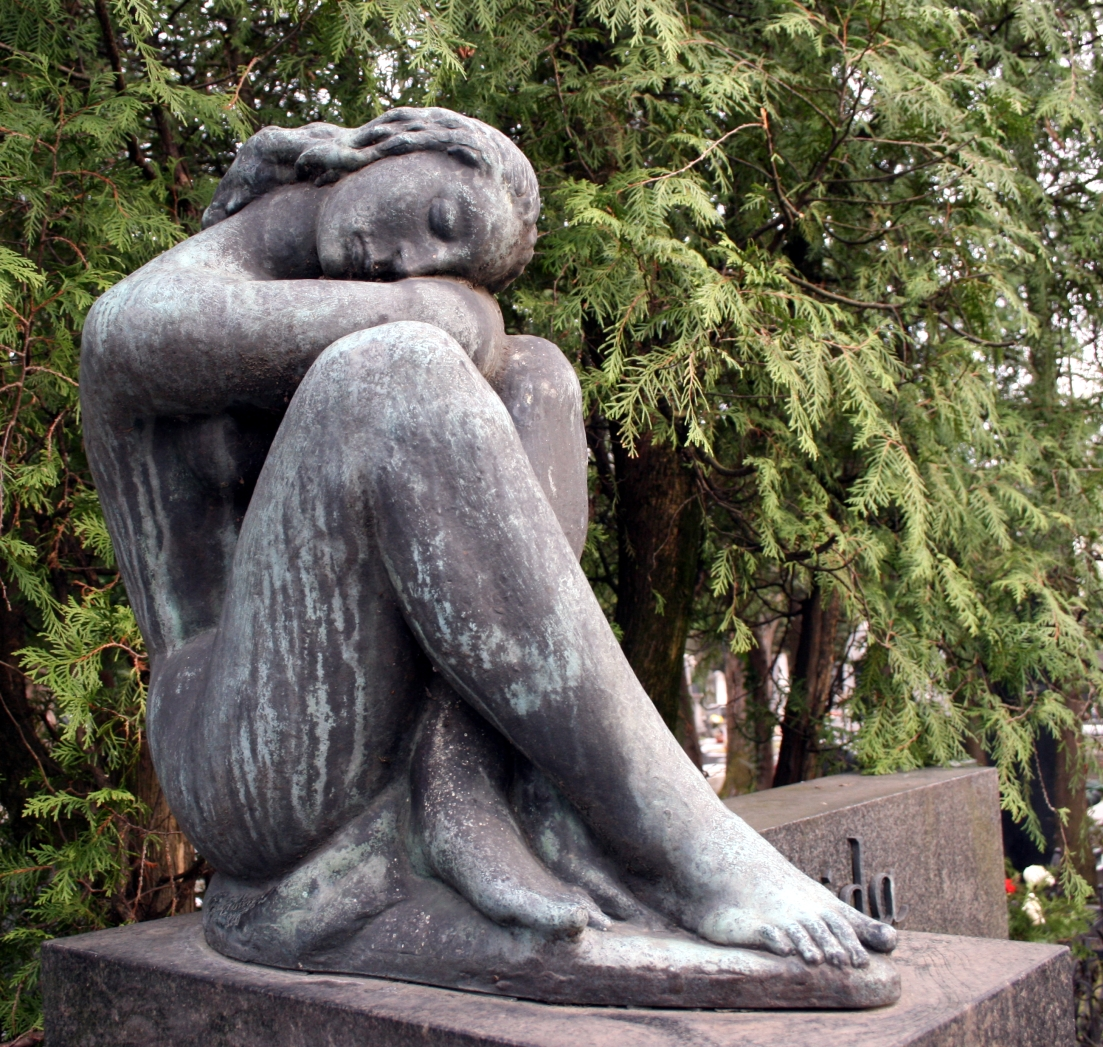
«Dolor» (Sorrow'), monumento en la tumba de la familia Vajda, cementerio de Mirogoj  en Zagreb, 1930.
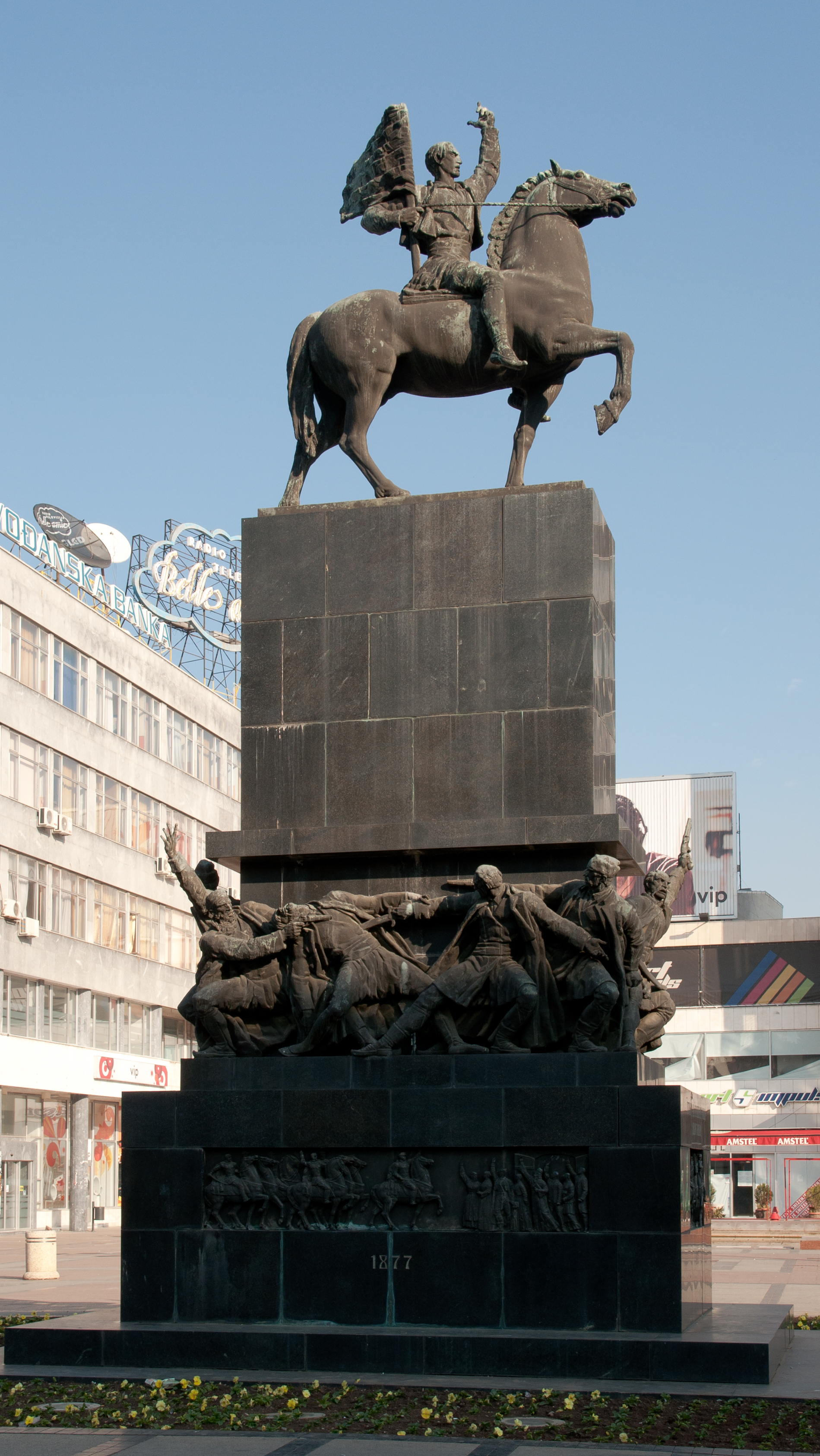
Monumento a los libertadores de to Niš, 1937.
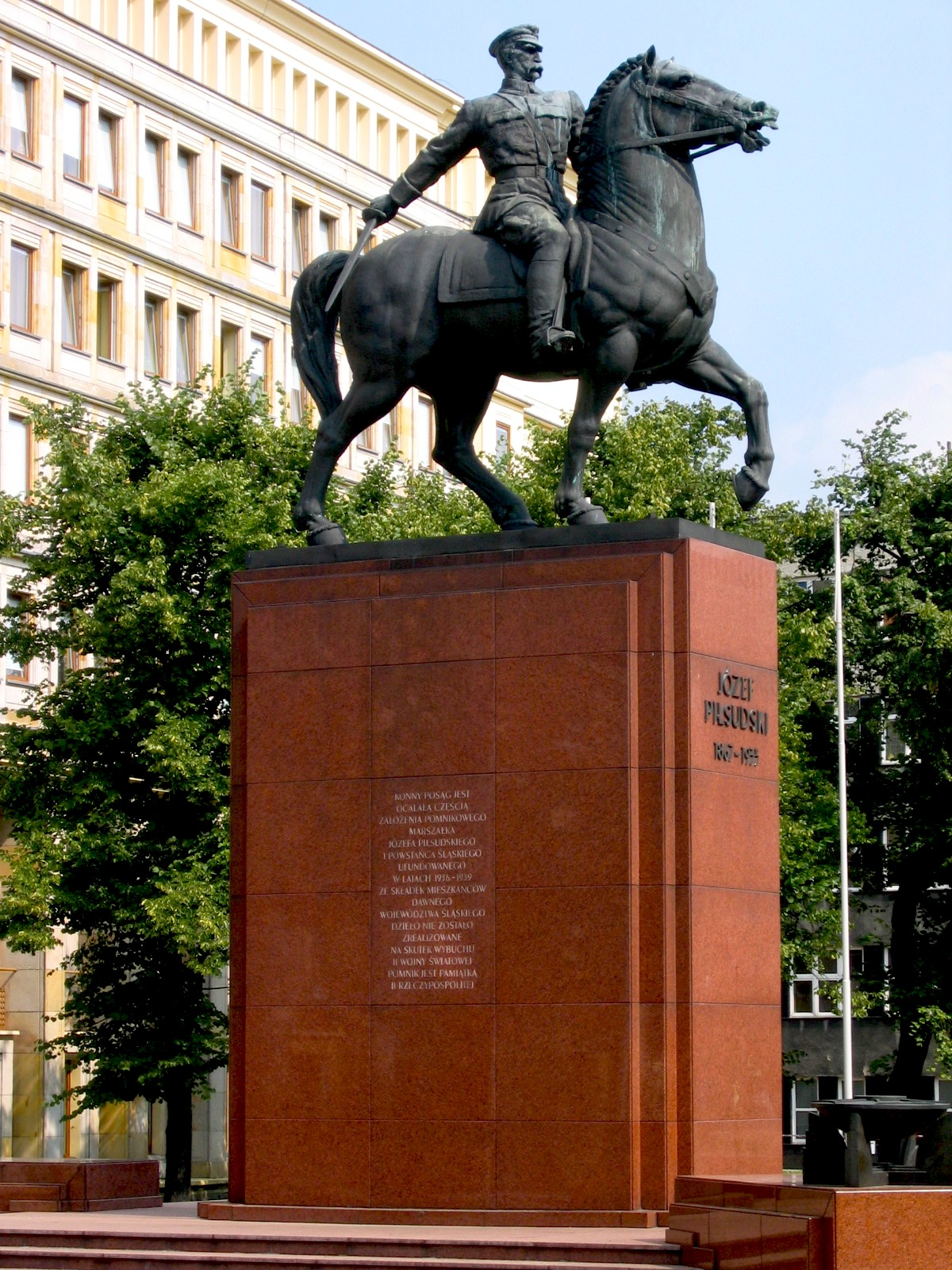
Monumento a Józef Piłsudski en Katowice, Polonia , 1936-1939.
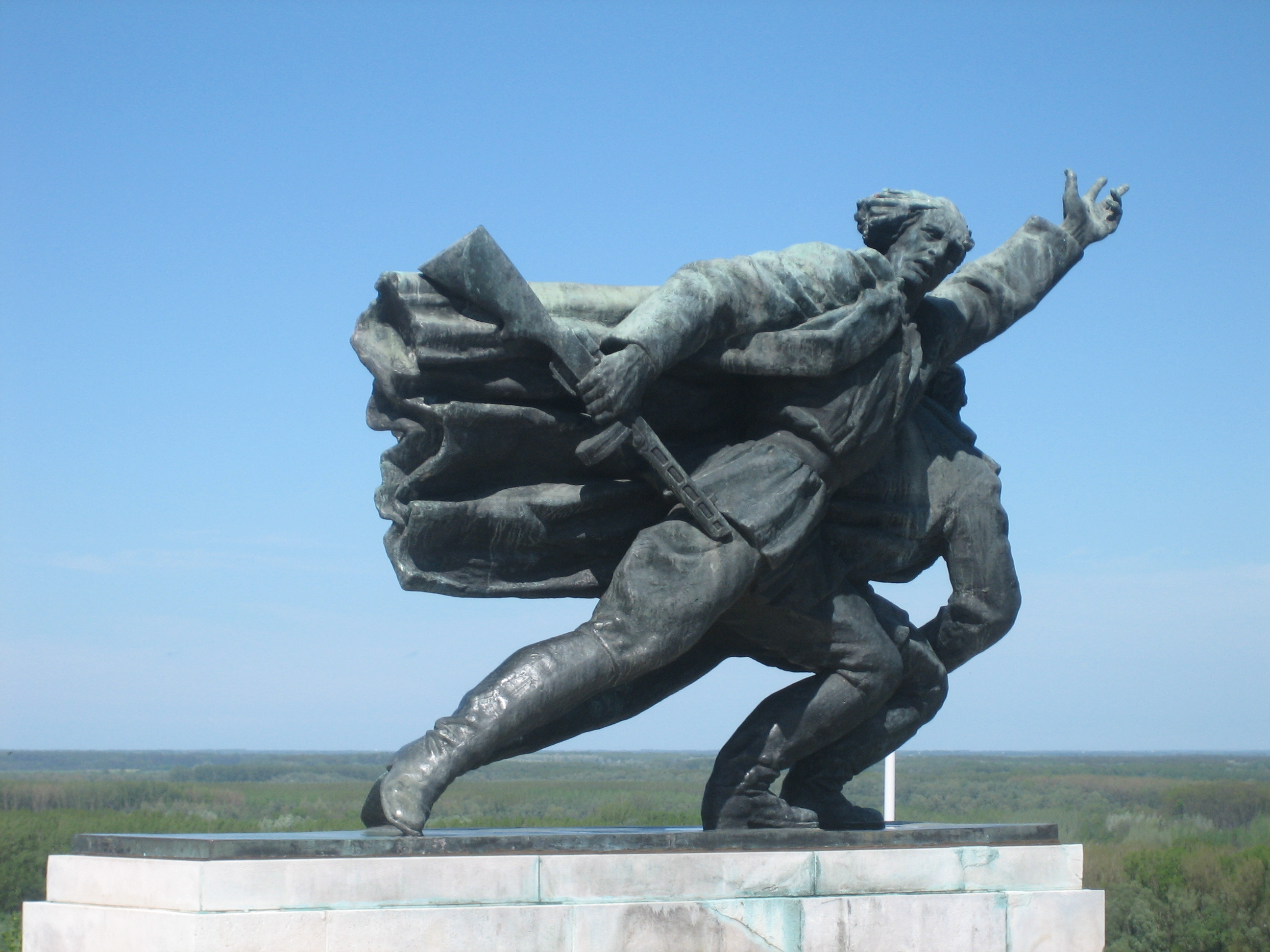
Monumeno a la Victoria en la batalla de Batina, Memorial en Batina, 1947.
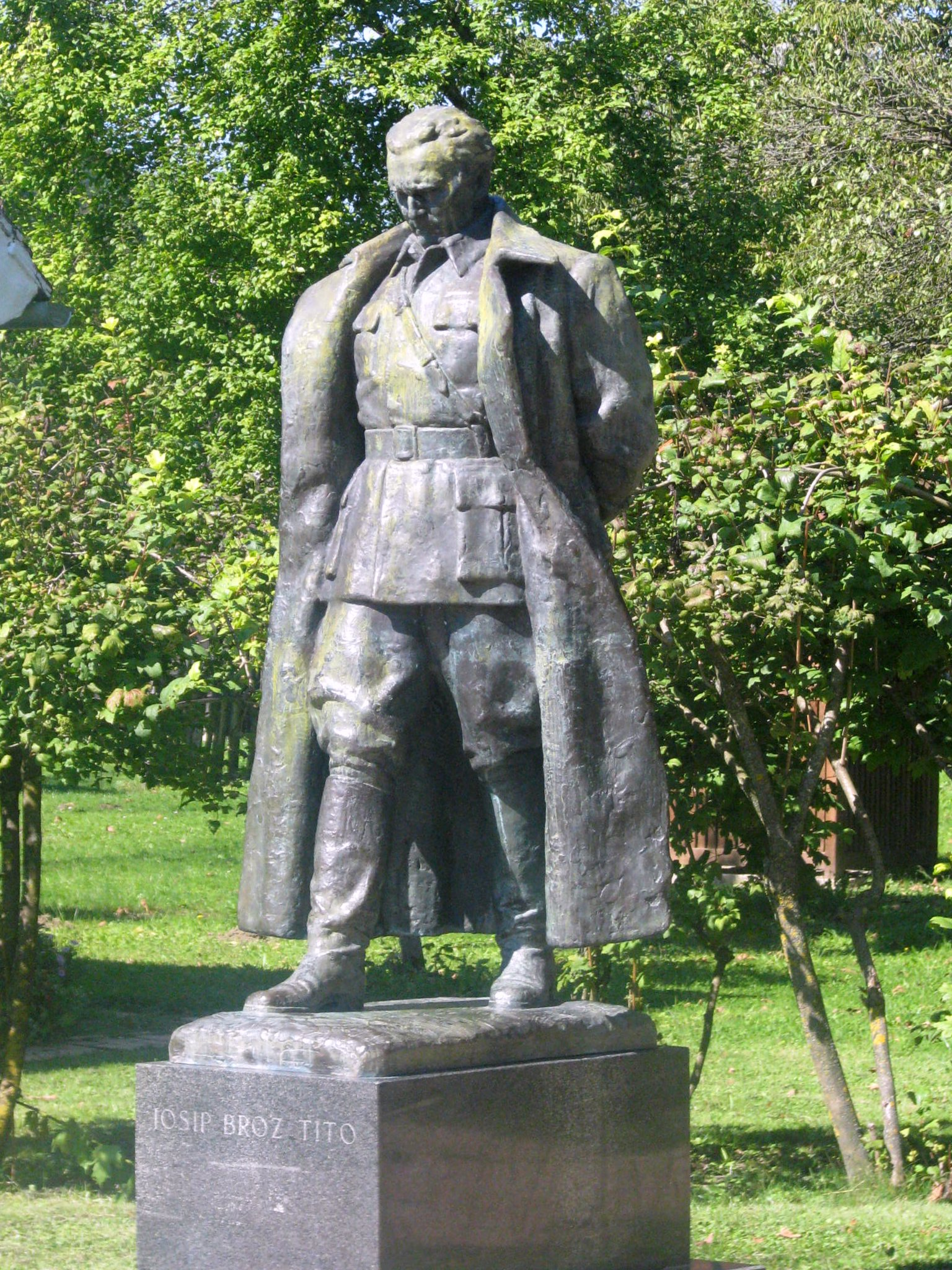
Monumento a Josip Broz Tito en Kumrovec, 1948.
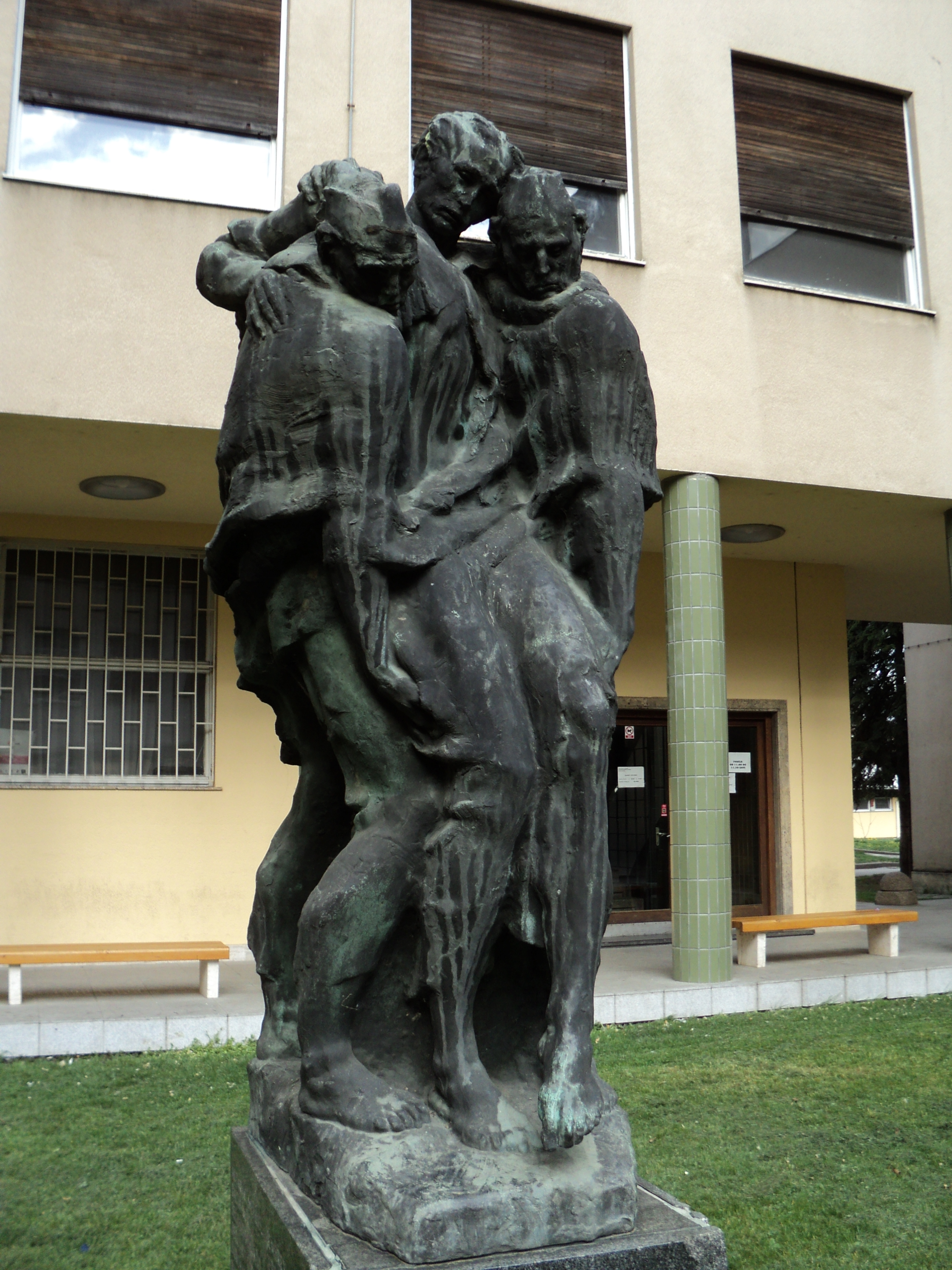
The Carrying of the Wounded, Facultad de Veterinaria en Zagreb, 1953